# Unwindulax
"Unwindulax" é o quarto episódio da sétima e última temporada da série de televisão de comédia de situação norte-americana 30 Rock, e o 129.° da série em geral. Foi realizado por James E. Sheridan e teve o seu enredo escrito por Matt Hubbard, que também assume ainda a posição de co-produtor executivo. A sua transmissão original nos Estados Unidos ocorreu através da rede de televisão National Broadcasting Company (NBC) na noite de 25 de Outubro de 2012. Dentre os artistas convidados, estão inclusos Gary Cole, Amy Sedaris, Don Cheadle, Kellan Lutz, Andy Ridings, Jeff Blumenkrantz, Guy Bayo, Ryan Hilliard, Jon Shaver.
No episódio, o executivo Jack Donaghy (interpretado por Alec Baldwin) vai participar de um evento de angariação de fundos e convida a sua amiga Liz Lemon (Tina Fey) para acompanhá-la, seduzindo-a ao informar que haverá camarão. Todavia, ao descobrir que se trata de um encontro Republicano, os dois acabam por brigam e desenvolvem uma rixa. Entretanto, Jenna Maroney (Jane Krakowski) atinge uma nova fama quando um tema musical seu alcança sucesso e traz-lhe uma legião de fãs. Porém, tais fãs desconhecem a sua verdadeira natureza, e os argumentistas do The Girlie Show with Tracy Jordan (TGS) pretendem desmascará-la.
Em geral, "Unwindulax" foi recebido com aclamação pela crítica especialista em televisão do horário nobre, com a maior parte dos comentários enaltecendo a maneira através da qual o seriado abordou o clima político tenso, fazendo menção a temas delicados de forma irreverente e sem ofender diretamente o público. De acordo com o sistema de mediação de audiências Nielsen Ratings, foi assistido por uma média de 3,13 milhões de agregados familiares durante a sua transmissão original norte-americana, e foi-lhe atribuída a classificação de 1,2 e quatro de share entre os telespectadores pertencentes ao perfil demográfico dos dezoito aos 49 anos de idade.

## Produção

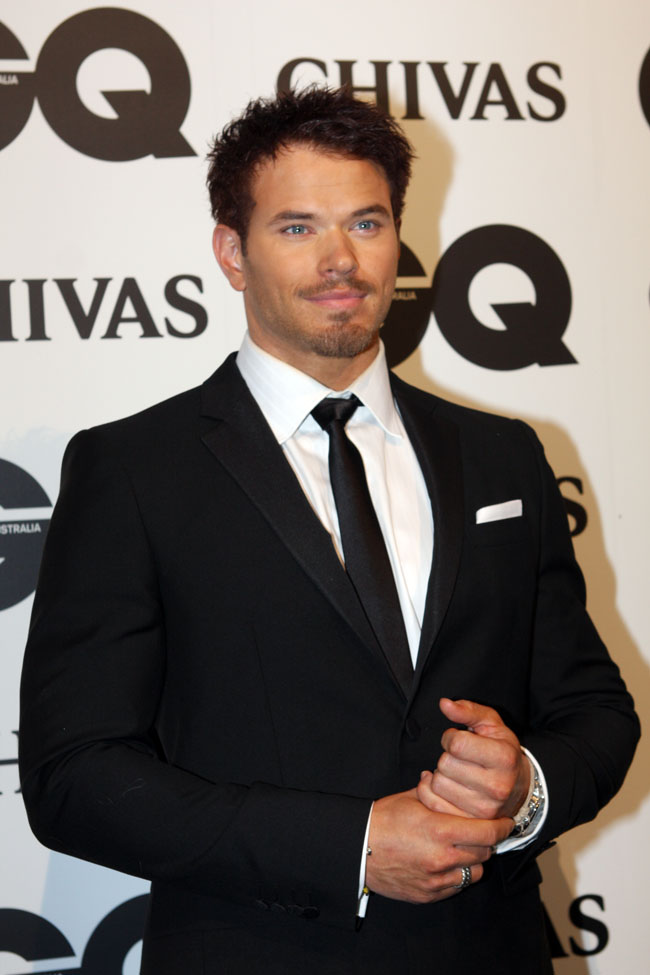
Kellan Lutz, fã de 30 Rock, disponibilizou-se para participar de "Unwindulax".

"Unwindulax" é o quarto episódio da sétima e última temporada de 30 Rock. O seu enredo foi redigido por Matt Hubbard, um membro da equipa que também assume o título de co-produtor executivo. Esta foi a sua 16.ª e penúltima vez a escrever o guião para um episódio da série, e a primeira na temporada. O episódio foi realizado por James E. Sheridan na sua estreia na realização total de uma mídia. As cenas no exterior dos estúdios da NBC foram filmadas a 1 de Outubro de 2012 na Cidade de Nova Iorque. As camisetas Unwindulax usadas no episódio foram disponibilizadas para venda na plataforma digital RedBubble.
O ator de cinema Kellan Lutz foi uma das personalidades que participou de "Unwindulax". Um grande fã de 30 Rock, ele desenvolveu, de princípio, um interesse em participar da série após a personagem John D. Lutz (John Lutz) revelar ser seu tio no episódio "Nothing Left to Lose" na temporada anterior, tendo então manifestado tal interesse à equipa do seriado e, posteriormente, convidado a participar. Acerca da sua experiência, em entrevista ao portal Refinery29, o ator descreveu o trabalho com Tina Fey como "excelente. Ela foi tão fixe, todos foram muito fixes. Quem me dera que o Alec [Baldwin] tivesse estado lá naquele dia." As cenas de Lutz foram filmadas a 15 de Outubro de 2012. Outra participação especial em "Unwindulax" foi de Don Cheadle, que também desempenhou uma versão fictícia de si mesmo. Cheadle já foi mencionado em 30 Rock no episódio "Anna Howard Shaw Day", durante a sequência de encerramentos finais enquanto a personagem Liz Lemon tem uma alucinação na qual o seu ex-namorado Floyd DeBarber (Jason Sudeikis) afirma querer "Don Cheadle em uma cama de arroz" para o jantar. Gary Cole e Amy Sedaris também fizeram aparições no episódio. Peter Fey, irmão mais velho de Tina Fey, criadora e produtora executiva de 30 Rock, fez uma aparição como um dos Crab Catchers.
O actor e comediante Judah Friedlander, que interpreta a personagem Frank Rossitano em 30 Rock, é conhecido pelos seus bonés de camioneiro de marca registada que ele usa dentro e fora da personagem Frank. Os chapéus, normalmente, apresentam pequenas palavras ou frases estampadas neles. Friedlander afirmou que ele próprio é quem faz os chapéus. Revelou também que "alguns deles são piadas interiores, e alguns são simplesmente piadas". A ideia veio do persona de Friedlander nas suas apresentações de comédia stand-up, nas quais os chapéus estão todos impressos com a escrita "campeão mundial" em diferentes línguas e diferentes aparências. Neste episódio, Frank usa bonés que leem "Semi-Legal" e "Lice-Owner."

## Enredo
A trama de Jenna girou em torno do seu novo sucesso musical alcançado por um êxito inspirado em um estilo semelhante ao de Jimmy Buffett, o que lhe rendeu uma base de fãs entusiásticos, os "Crab Catchers". Estes fãs, liderados por Visor Lady (Amy Sedaris) e Roger (Gary Cole), perturbam o dia-a-dia na Praça Rockfeller, enquanto Pete Hornberger (Scott Adsit) e os argumentistas do TGS — Frank Rossitano (Judah Friedlander), James "Toofer" Spurlock (Keith Powell) e J. D. Lutz (John Lutz) — são incomodados pelas suas travessuras. Jenna, que parece conseguir enganar os seus novos fãs com a sua personalidade relaxada, tenta manter a calma depois de ter estado perigosamente perto de revelar o seu verdadeiro "eu" após ter gritado com um Crab Catcher por lhe ter entornado uma bebida em cima. O trio de argumentistas, no entanto, planeia fazer-lhe a vida num inferno, mas ela consegue dissuadi-los quando ameaça retirar-lhes todos os privilégios da Flórida, o que representa um problema porque todos eles têm eventos na Flórida para participar. Os Crab Catchers, com toda a sua descontração e descontração, são praticamente donos da Flórida e farão tudo o que Jenna disser ou tudo o que for preciso por Jenna. Para tentar expor o lado difícil de Jenna, o trio implementa uma série de brincadeiras direcionadas às suas inseguranças, incluindo a distribuição de fotos de Jenna antes da sua rinoplastia. No entanto, o plano é arruinado por Pete, que acaba se convertendo ao estilo de vida relaxado dos Crab Catchers e destrói um disco que continha uma compilação incriminadora de todas as peripécias de Jenna ao longo dos anos.
Paralelamente, Jack e Liz envolvem-se num confronto político após Jack a convidar para um almoço Republicano de angariação de fundos, no qual Liz tenta manter-se civilizada perante os discursos elitistas dos participantes. O que mantém-na calada enquanto Jack insulta a esquerda e Michelle Obama são os montes e montes de camarão aos quais tem acesso. Porém, ela eventualmente perde a sua compostura, mas a sua explosão emocional acaba por jogar a favor de Jack, que usou a situação para aumentar as doações ao partido. Determinada a demonstrar que suas ideias podem ter tanto impacto quanto o dinheiro, Liz usa a sua posição como argumentista-chefe do TGS e convida Kellan Lutz para ser uma distração política, mas os gritos da plateia abafam a mensagem que ela pretendia transmitir. Enquanto isso, Jack também passa por alguns empecilhos, quando o filho de Mitt Romney, Garret, diz-lhe que, nesta altura, eles estão mais interessados em usar ideias do que dinheiro, mas Jack não quer saber. Numa tentativa de ganhar o voto afro-americanos, ele paga USD 10 milhões para Don Cheadle protagonizar um anúncio no qual se esforça para manter uma expressão séria enquanto recita linhas pró-Romney carregadas de estereótipos. O plano falha, e tanto Jack como Liz apercebem-se em simultâneo que a eleição presidencial pode ser decidida pelos fãs de Jenna na Flórida.

## Transmissão e repercussão

### Audiência
Nos Estados Unidos, "Unwindulax" foi transmitido pela primeira vez na noite de 25 de Outubro de 2012 através da NBC como o quarto episódio da sétima e última temporada de 30 Rock, assim como o 129.° da série em geral. Naquela noite, de acordo com as estatísticas publicadas pelo sistema de mediação de audiências Nielsen Ratings, o episódio foi assistido por 3,13 milhões de telespectadores norte-americanos. Além disso, foi-lhe atribuída a classificação de 1,2 e quatro de share no perfil demográfico dos telespectadores entre os dezoito aos 49 anos de idade, o que significa que foi visto por 1,2 por cento de todas as pessoas dos dezoito aos 49 anos de idade, e por quatro por cento de todas as pessoas dos dezoito aos 49 anos de idade dentre as que estavam a assistir à televisão no momento da transmissão. Em relação ao episódio transmitido na semana anterior, "Stride of Pride", visto por uma média de 3,04 milhões de famílias, "Unwindulax" representou uma ligeira melhoria em termos de telespectadores, embora ambos tenham tido a mesma classificação.

### Análises da crítica
| Críticas profissionais | Críticas profissionais |
| Avaliações da crítica  | Avaliações da crítica  |
| Fonte                  | Avaliação              |
| ---------------------- | ---------------------- |
| A.V. Club              | B                      |
| Paste                  | 8,1/10                 |
| Vulture                | [ 20 ]                 |

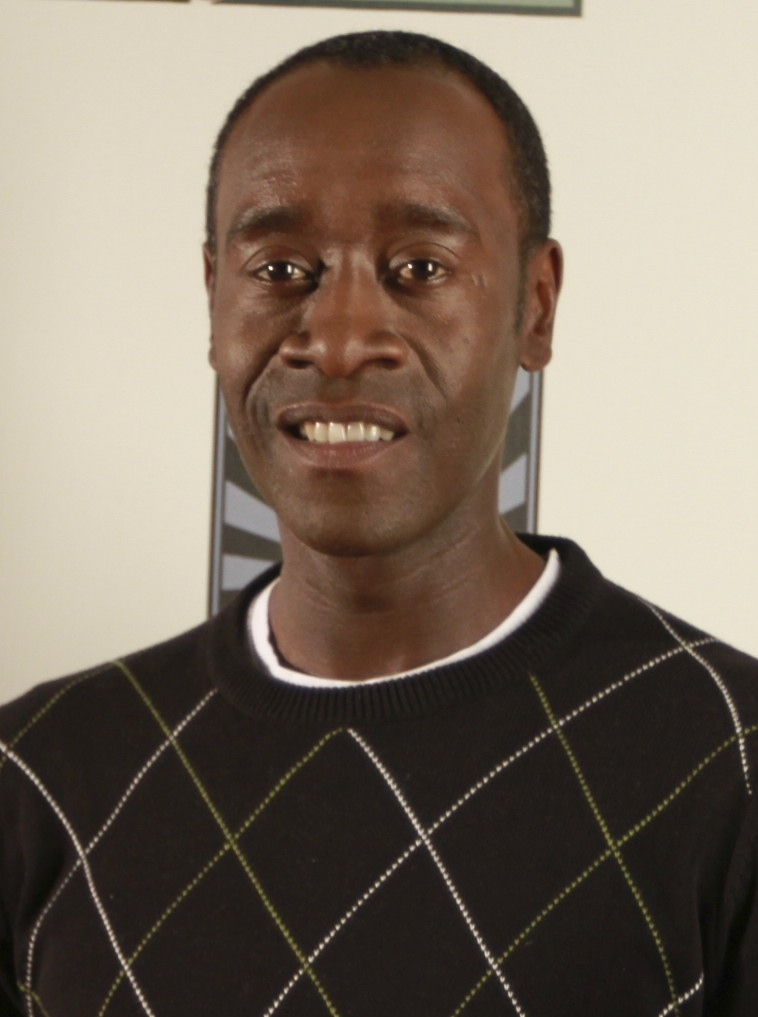
A participação de Don Cheadle foi aclamada pelos críticos.

Em geral, "Unwindulax" foi recebido com opiniões positivas pela crítica especialista em televisão do horário nobre. A maior parte dos elogios foram direcionados à decisão surpreendente do seriado de centrar-se em tópicos políticos, visto que havia várias pontas soltas a serem resolvidas, como a conspiração de Jack e Liz para afundarem a NBC e o casamento de Jenna. Apesar de alguns elementos políticos terem sido tratados de forma cautelosa, o episódio foi bem recebido pelo seu humor peculiar e pelas interações entre as personagens. O enredo de Jenna foi também enaltecida por trazer de volta os Pranksmen. A participação de Don Cheadle foi também universalmente aclamada, com um analista de televisão considerando-a um destaque na carreira do ator, enquanto a de Kellan Lutz, apesar de de curta, foi descrita como "incrível" e trouxe uma dose peculiar de estranheza ao episódio. A jornalista Britt Hayes, da gazeta digital ScreenCrush, aclamou a forma inteligente como a série usou o humor político, apreciando a sua habilidade em alternar as dinâmicas entre Jack e Liz mantendo o enredo fresco e cómico. Hayes elogiou a criatividade das intrigas políticas de Jack, uma sátira descrita por si como "brilhante" por colocar uma personagem notoriamente fútil como Jenna, no centro de uma eleição presidencial, sugerindo assim que o resultado das eleições podem depender de indivíduos como Jenna, que representam o que há de pior na América. Comentando ainda sobre Jenna, a jornalista também parabenizou os argumentistas por a terem incluído na história de novo, após o seu papel ter sido minimizada nas semanas anteriores.
O elemento de sátira foi também vangloriado pela revista Paste, cuja repórter Amy Matangelo destacou Alec Baldwin pela sua capacidade de trazer humor com uma entrega precisa das suas falas. No entanto, Matangelo expressou descontentamento pela trama de Jenna, achando-a inicialmente uma perda de tempo. Segundo a repórter, este enredo apenas se redimiu no final com a reviravolta inesperada de que os Crab Catchers poderão decidir o resultado da eleição presidencial. Segundo a gazetista Whitney Pastorek, no seu comentário para a coluna Vulture da New York Magazine, "Unwindulax" destaca a capacidade de 30 Rock em misturar comentários políticos afiados com o seu humor absurdo característico, brilhando na sua exploração satírica da política, particularmente na rivalidade entre Jack e Liz. Pastorek também enalteceu o uso do humor para criticar a superficialidade dos apoios de celebridades, exemplificado pelo desconforto de Don Cheadle ao filmar um anúncio para Romney e pelo discurso ineficaz de Kellan Lutz.
Um comentarista de televisão da gazeta digital The Diamondback, embora tenha aplaudido a sátira política inteligente e o desempenho de personagens como Jack e Tracy, levantou preocupações sobre a direção da série e como o foco exagerado na política pode prejudicar o seu tom humorístico característico. O comentarista depreciou o diálogo político entre Jack e Liz, que pareceu mais focado em pregar mensagens políticas do que em promover um debate genuíno ou gerar comédia, com muitas das piadas não tendo o impacto desejado. Em contrapartida, no seu julgamento para o jornal de entretenimento A.V. Club, a repórter Pilot Viruet, viu a interação entre Jack e Liz como um dos pontos mais altos do episódio. Porém, sentiu que apesar de ser um episódio divertido, "Unwindulax" não atingiu o mesmo nível dos episódios anteriores, acreditando que a conclusão na semana seguinte poderá contextualizar melhor o episódio e aumentar a sua apreciação.

### Reconhecimento
A revista Entertainment Weekly listou Cheadle na 22.ª posição, de um máximo de 41, na lista das melhores participações especiais em 30 Rock, enquanto o website de entretenimento Tell-Tale TV listou-o no 14.º posto de uma lista de quinze. Jacob Trussell, do blogue Film School Rejects, listou "Stride of Pride" no 21.º lugar da sua lista dos melhores episódios de 30 Rock.